# Vestfossen
Vestfossen is een plaats in de Noorse gemeente Øvre Eiker, provincie Buskerud. Vestfossen telt 2776 inwoners (2007) en heeft een oppervlakte van 2,59 km².

## Geboren
- Helene Marie Fossesholm (31 mei 2001), langlaufster

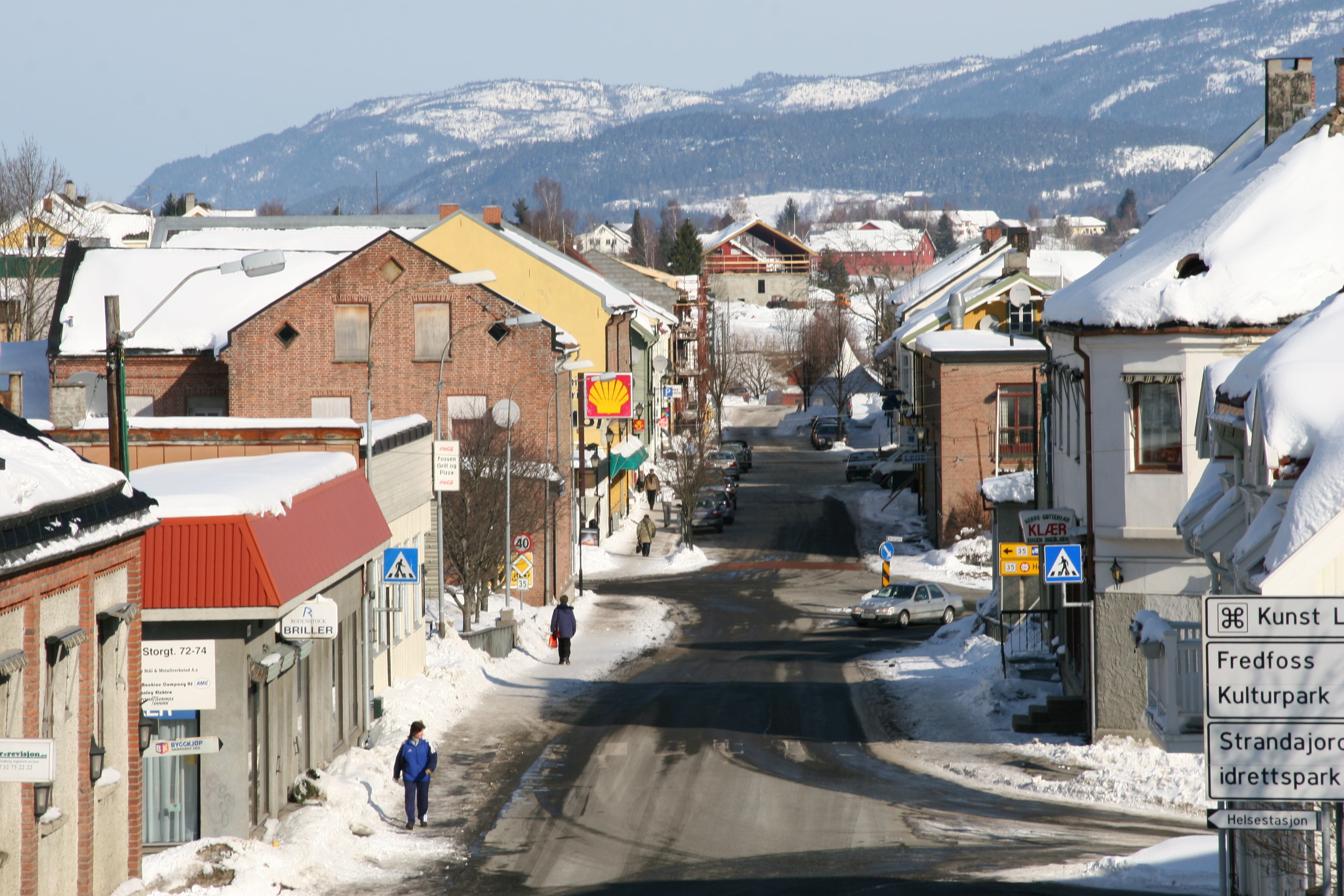
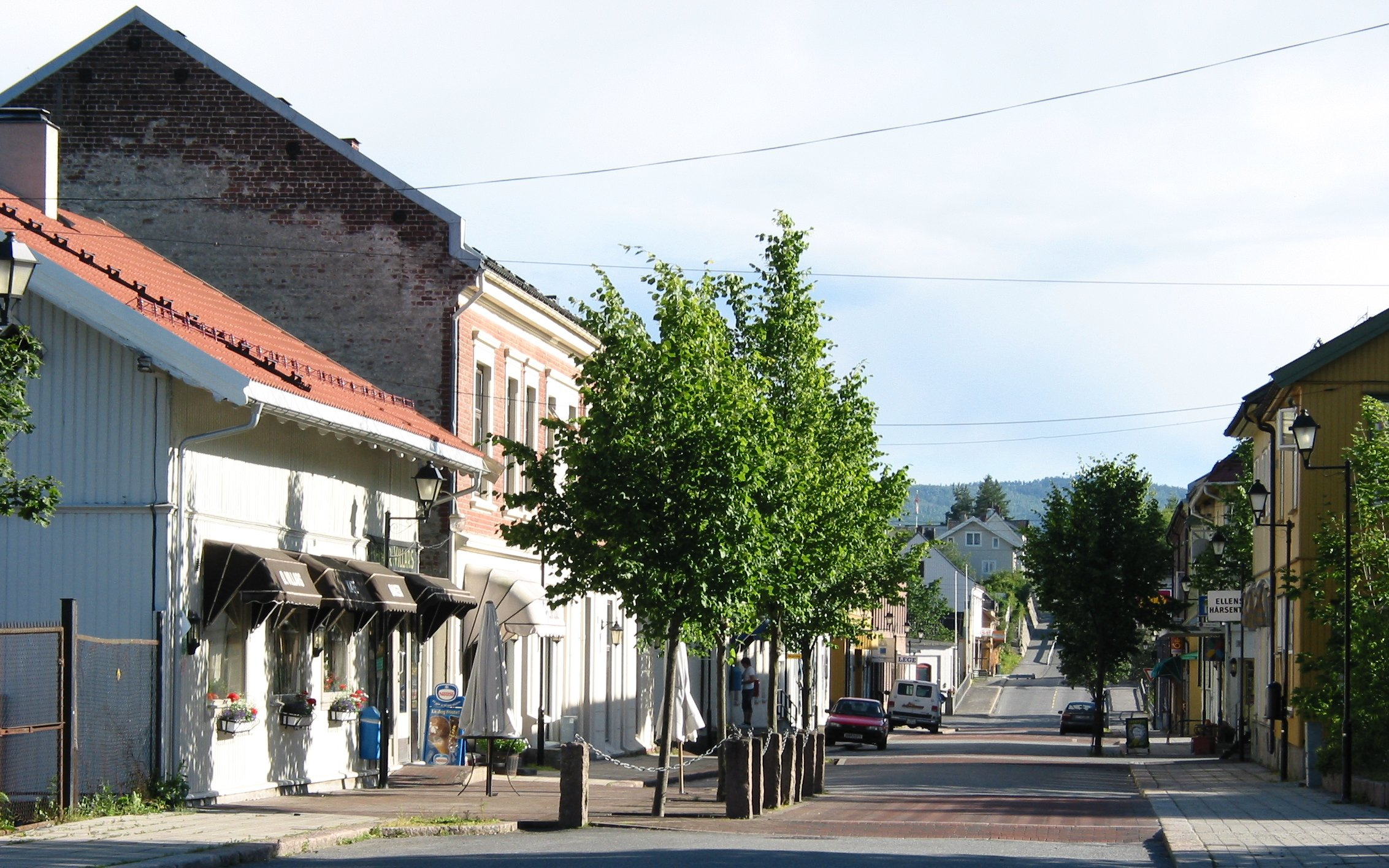
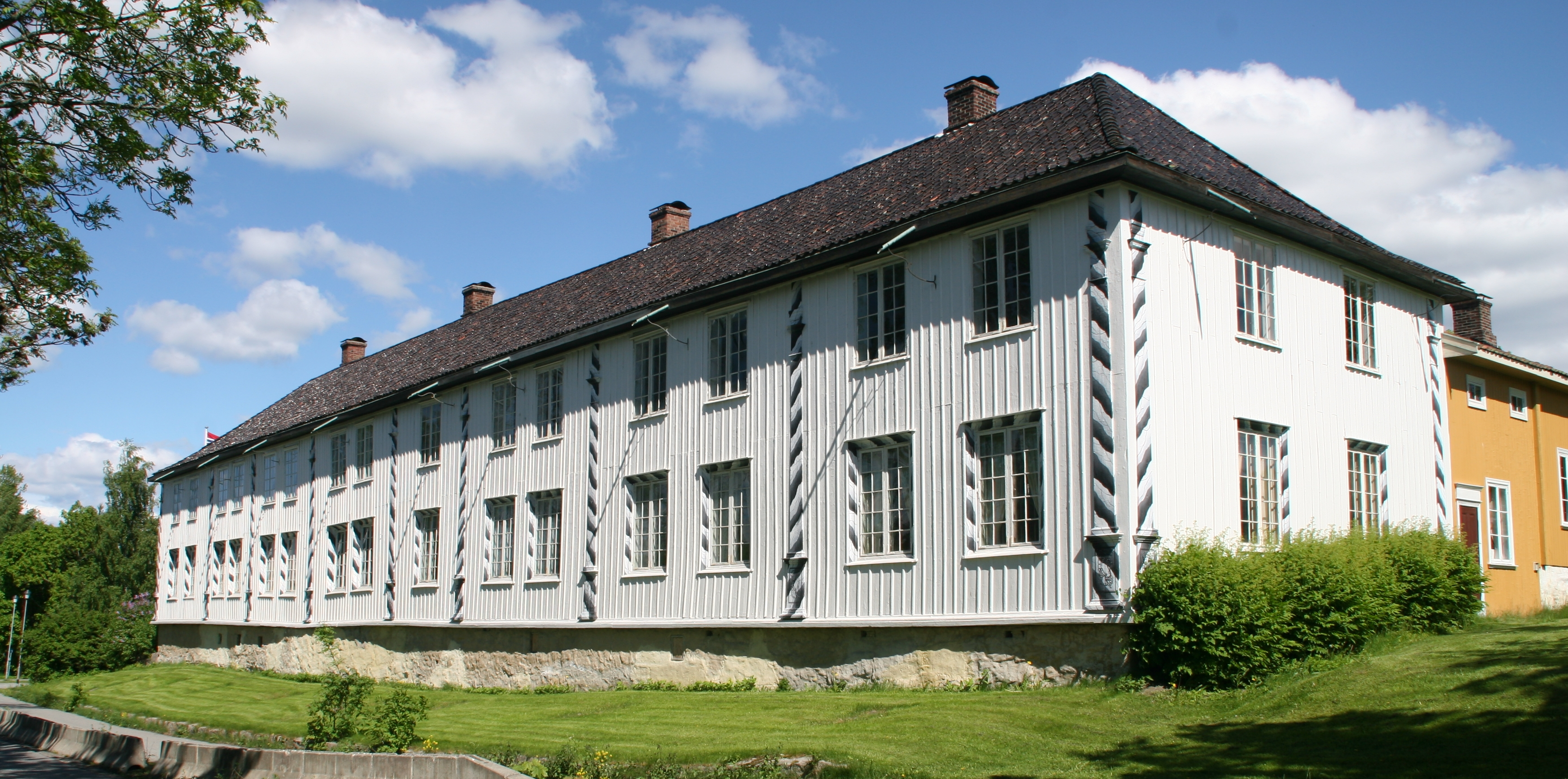
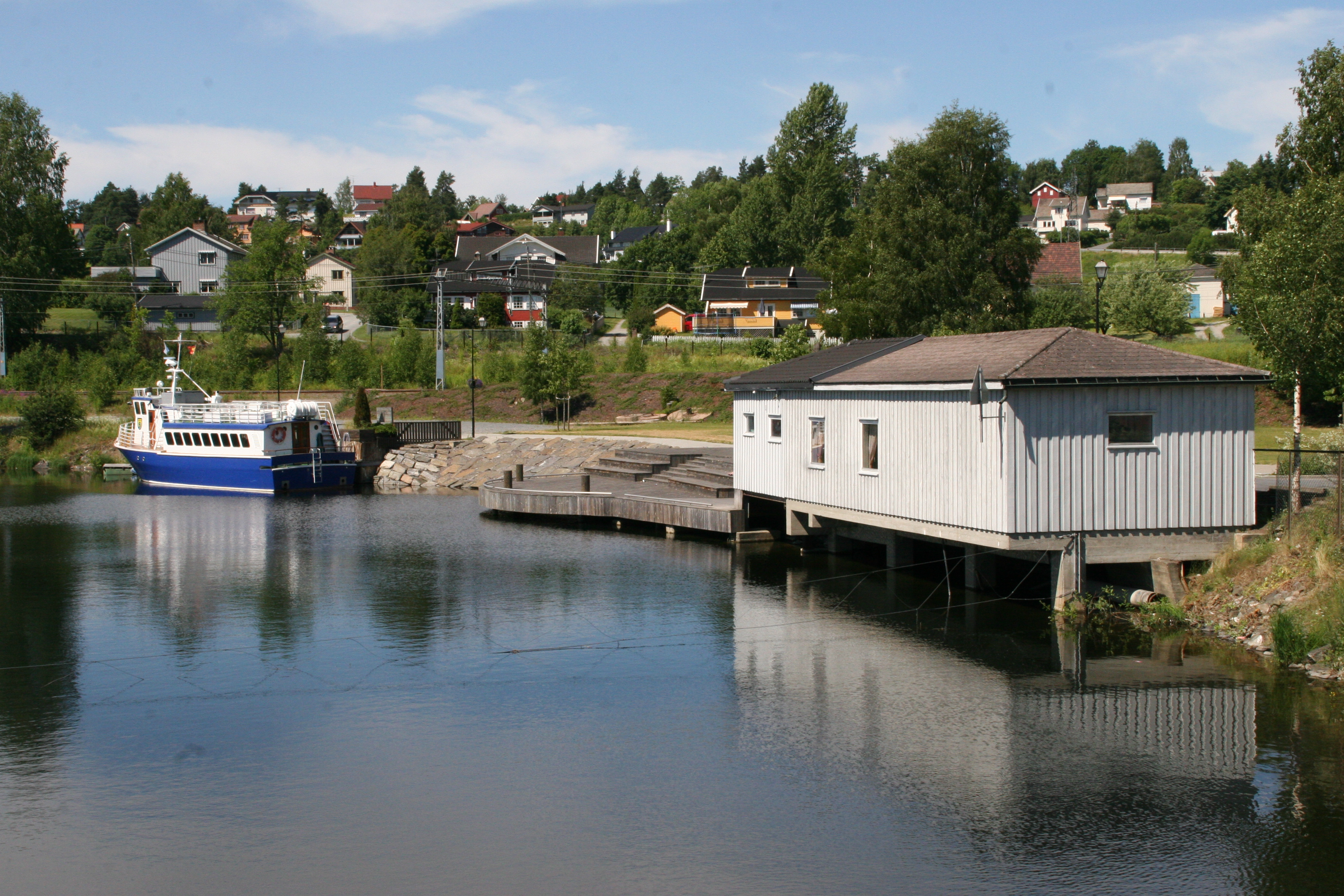
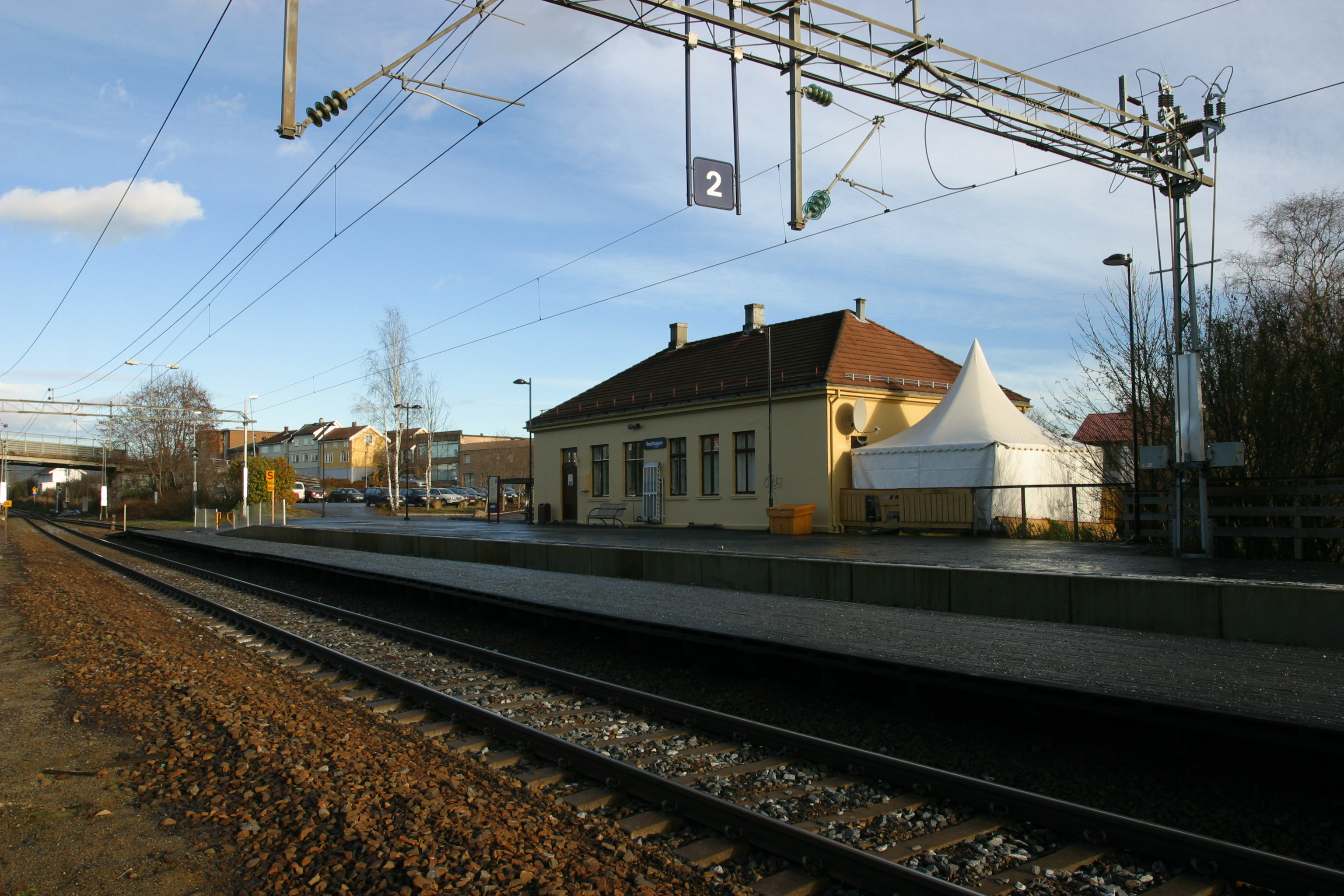
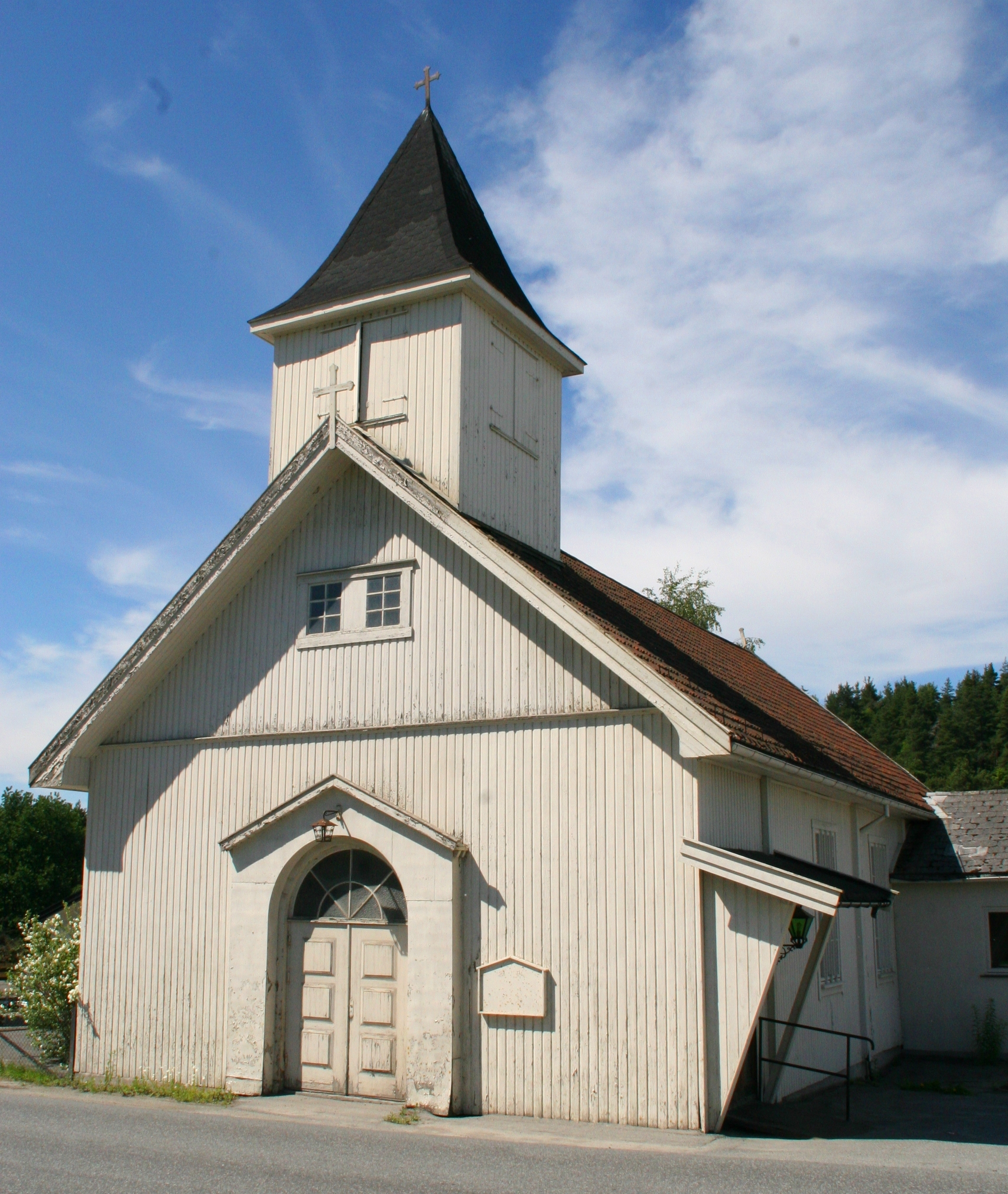
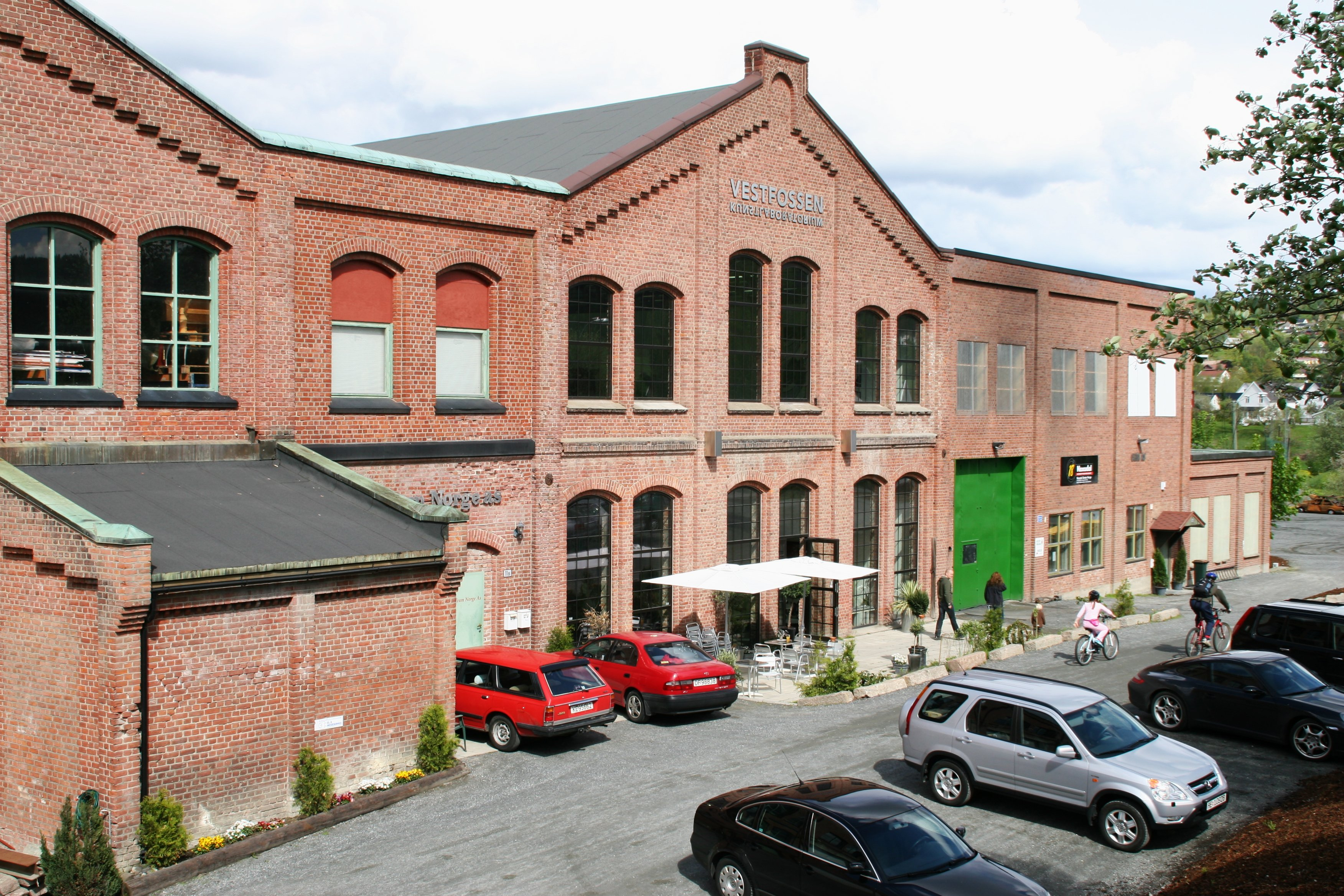
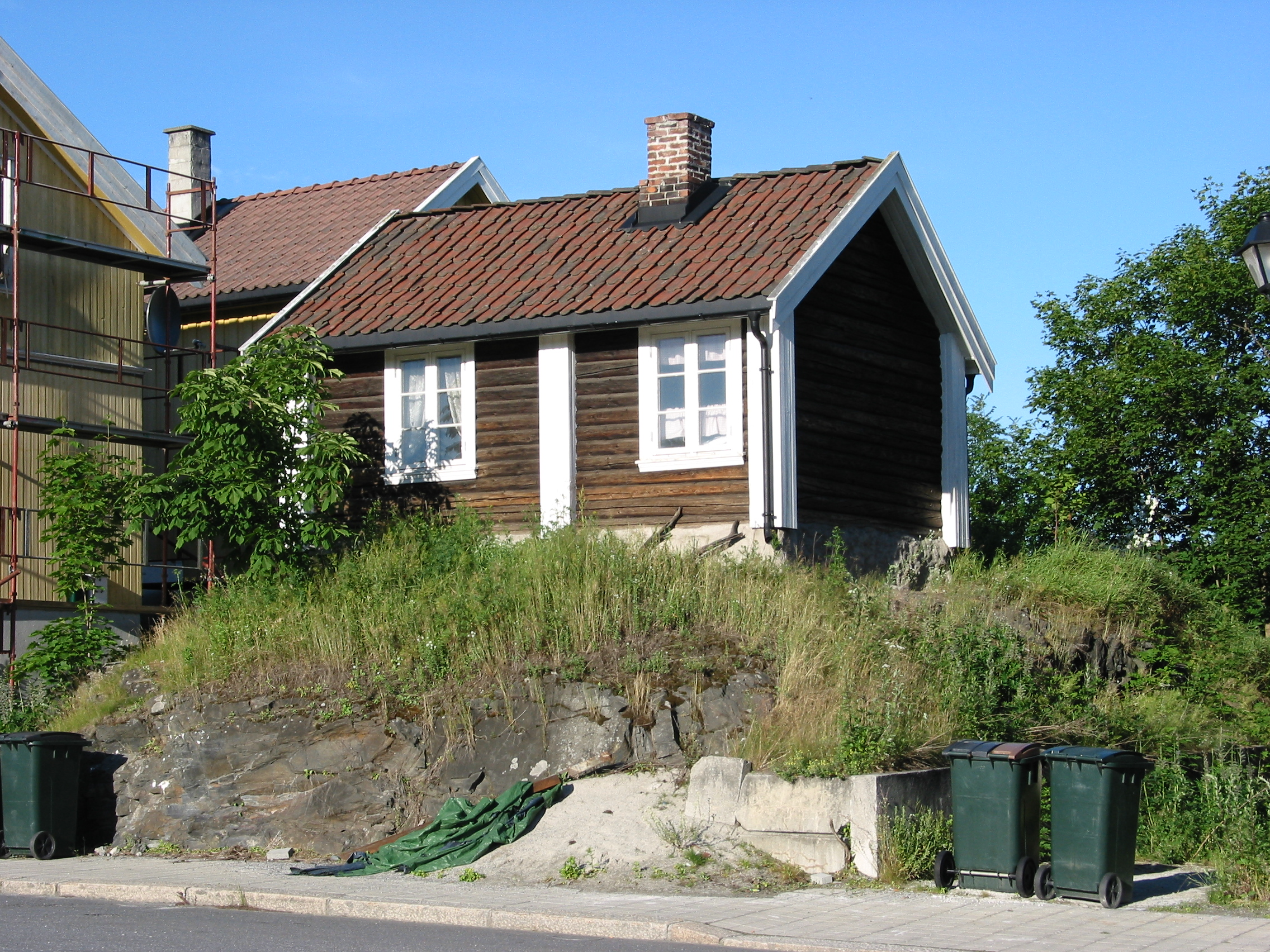